# プロテイン-セリンエピメラーゼ
プロテイン-セリンエピメラーゼ(Protein-serine epimerase、EC 5.1.1.16)は、以下の化学反応を触媒する酵素である。
[プロテイン]-L-セリン{\displaystyle \rightleftharpoons }[プロテイン]-D-セリン
従って、この酵素の1つの基質は[プロテイン]-L-セリン、1つの生成物は[プロテイン]-D-セリンである。
この酵素は異性化酵素、特にアミノ酸類に作用するものに分類される。系統名は、[プロテイン]-セリン エピメラーゼである。その他よく用いられる名前に、protein-serine racemase等がある。

## 構造
2007年末時点で、この酵素の1個の構造が解明されている。蛋白質構造データバンクのコードは、1WTCである。